# Kanako Otsuji

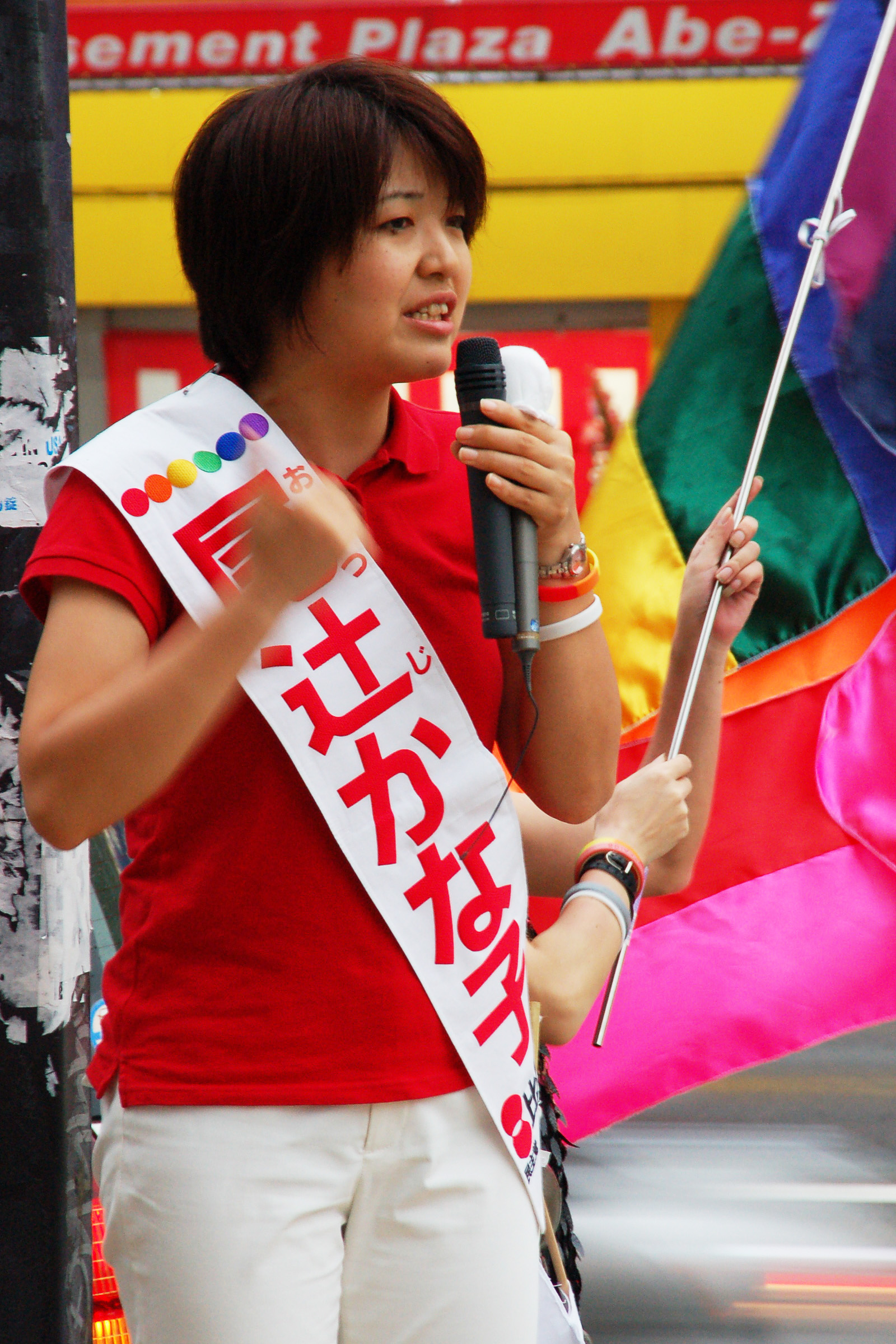
Kanako Otsuji bei einer Wahlkampfveranstaltung 2007

Kanako Otsuji (jap. 尾辻 かな子, Otsuji Kanako; * 16. Dezember 1974 in der Präfektur Nara) ist eine japanische Politikerin und LGBT-Aktivistin. Wie zuvor von 2017 bis 2021 vertritt sie seit 2024 für die Konstitutionell-Demokratische Partei (KDP) den Verhältniswahlblock Kinki im Abgeordnetenhaus, dem Unterhaus des nationalen Parlaments. 2013 war sie für mehrere Wochen Abgeordnete im Sangiin, dem nationalen Oberhaus. 
Otsuji wurde in Nara geboren, stammt aber aus Hannan in der Präfektur Osaka. Ihre Schulzeit verbrachte sie in Kōbe, danach begann sie zunächst ein Studium der Forstwissenschaft an der Universität Kōchi, das sie jedoch ohne Abschluss beendete. Nach einem zweijährigen Sprachstudienaufenthalt an der Universität Seoul nahm sie ein Studium an der Fakultät für Handel der Dōshisha-Universität auf, das sie 2001 abschloss.
Otsuji wurde April 2003 als Unabhängige aus dem Bezirk Sakai der gleichnamigen Stadt in das Präfekturparlament von Osaka gewählt. Im August 2005 veröffentlichte sie ihre Autobiografie Coming Out: Jibun Rashisa o Mitsukeru Tabi (カミングアウト～自分らしさを見つける旅, Kamingu auto - Jibun rashisa o mitsukeru tabi, dt. „Coming-Out: Reise auf der Suche nach dem eigenen Ich“) und hatte damit ihr öffentliches Coming-out einen Tag vor der Tokyo Pride Parade, früher bekannt als Tokyo Lesbian & Gay Parade, an der sie teilnahm. Otsuji ist damit die erste öffentlich homosexuelle Politikerin Japans. Im Präfekturparlament setzte sie sich für die Rechte Homosexueller ein.
Bei den Wahlen April 2007 verzichtete sie auf eine erneute Kandidatur für das Präfekturparlament und versuchte stattdessen im Juli bei der Sangiin-Wahl in das japanische Oberhaus gewählt zu werden. Otsuji kandidierte hierbei auf der Liste der Demokratischen Partei Japans. Es gelang ihr jedoch nicht ein Mandat zu erringen, da sie mit gut 38.000 Stimmen nur den 29. Platz auf der Verhältniswahlliste erzielen konnte – der Demokratischen Partei standen 20 Listenmandate zu. Im Mai 2013 zog sie als Nachrücker für Kunihiko Muroi für die verbleibende Amtszeit bis zur Sangiin-Wahl 2013 im Juli 2013 ins Sangiin ein. Bei der Wahl 2013 kandidierte sie nicht für eine Wiederwahl.
Im Juni 2005 sorgte Otsuji für landesweites Aufsehen, als sie ihre langjährige Partnerin Maki Kimura heiratete. Da es in Japan jedoch keine gesetzlichen Regelungen für gleichgeschlechtliche Partnerschaften gibt, wird diese Zeremonie von Seiten der Behörden nicht als legal anerkannt.
Otsuji war Mitglied von Niji to Midori, einer ehemaligen japanischen grünen Partei, die inzwischen Teil von Midori no Mirai („Grüne Zukunft“) wurde.
Bei der Shūgiin-Wahl 2012 kandidierte Otsuji im 5. Wahlkreis Osaka für die Nachfolge des Demokraten Tetsuo Inami, unterlag aber Tōru Kunishige (Kōmeitō mit LDP- und Ishin-Unterstützung) und landete mit rund 46.000 Stimmen – weniger als 23 % – noch hinter dem kommunistischen Kandidaten Kazumasa Seto auf dem dritten Platz. Mit ihrem Wahlkreisergebnis erreichte sie den 23. Platz auf der Verhältniswahlliste der Demokratischen Partei im Block Kinki und verfehlte damit auch ein Verhältniswahlmandat – die Demokratische Partei gewann in Kinki nur 12 % der Verhältniswahlstimmen und damit nur drei der 29 Verhältniswahlmandate. 2016 ging die Demokratische Partei in der Demokratischen Fortschrittspartei (in englischsprachigen Ländern: Demokratische Partei) auf. Dort war sie im Präfekturverband Osaka Leiterin der [Wahlkreis]Zweigstelle 2 (impliziert: Kandidatin bei der nächsten Abgeordnetenhauswahl) – der Wahlkreis umfasst südöstliche Teile der Stadt Osaka.
In der Positionierung für die Wahl 2017 spaltete sich die Demokratische Fortschrittspartei jedoch, und Otsuji schloss sich Yukio Edanos Konstitutionell-Demokratischer Partei an. Sie unterlag im Wahlkreis Osaka 2 zwar mit 23,1 % klar LDP-Amtsinhaber Akira Satō (43,9 %) und Ishin-Kandidat Tamotsu Shiiki (33,1 %), erreichte mit diesem Wahlkreisergebnis aber unter neun Doppelkandidaten auf dem Listenplatz 1 den vierten Platz auf der KDP-Liste bei der Verhältniswahl in Kinki, was bei fünf KDP-Verhältniswahlsitzen die erfolgreiche Wahl bedeutete. Bei der Abgeordnetenhauswahl 2021 unterlag sie im Wahlkreis Osaka 2 noch deutlicher Tadashi Morishima (Ishin) und verpasste auch eine Wiederwahl im Verhältniswahlblock Kinki klar, wo sie den 17. Platz auf der KDP-Liste erreichte.
Für die Abgeordnetenhauswahl 2024 wechselte Otsuji in den Wahlkreis Osaka 10 im Nordosten (Stadt Takatsuki und Kreis Mishima), unterlag dort mit rund 33 % der Stimmen Taku Ikeshita (44 %; Ishin), gewann damit (Sekihairitsu 74 %) aber den vierten und letzten KDP-Sitz bei der Verhältniswahl in Kinki.